# Xã Cincinnati, Quận Tazewell, Illinois
Xã Cincinnati (tiếng Anh: Cincinnati Township) là một xã thuộc quận Tazewell, tiểu bang Illinois, Hoa Kỳ. Năm 2010, dân số của xã này là 9.506 người.